# 卡罗琳·弗洛赖因
卡罗琳·弗洛赖因（荷蘭語：Karolien Florijn，1998年4月6日—），荷兰女子赛艇运动员，2020年夏季奥林匹克运动会女子四人单桨无舵手银牌得主、2024年夏季奥林匹克运动会女子单人双桨金牌得主。